# Queen Anne Style (Stati Uniti)

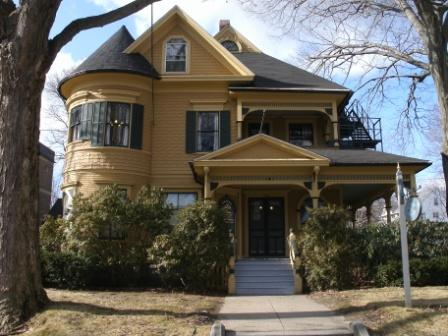
La James Alldis House

Negli Stati Uniti, il Queen Anne style statunitense (o Stile Queen Anne) divenne popolare tra il 1880 ed il 1910. Il "Queen Anne" fu uno degli stili architettonici popolari emergenti durante l'epoca vittoriana, seguendo lo Stick style e precedendo il Romanico Richardsoniano e lo Shingle.
Lo stile non presenta relazioni con lo stile barocco inglese prodotto all'epoca del regno della regina Anna di Gran Bretagna tra il 1702 ed il 1714. Esso solitamente viene utilizzato per definire strutture in stile "Libero rinascimentale" (non gotico), presentandosi quindi alternativo sia allo Stile Secondo Impero che al più domestico Stile Beaux-Arts; alcuni elementi dello stile "Queen Anne" americano continuarono a sopravvivere sino agli anni '20.

## Caratteristiche

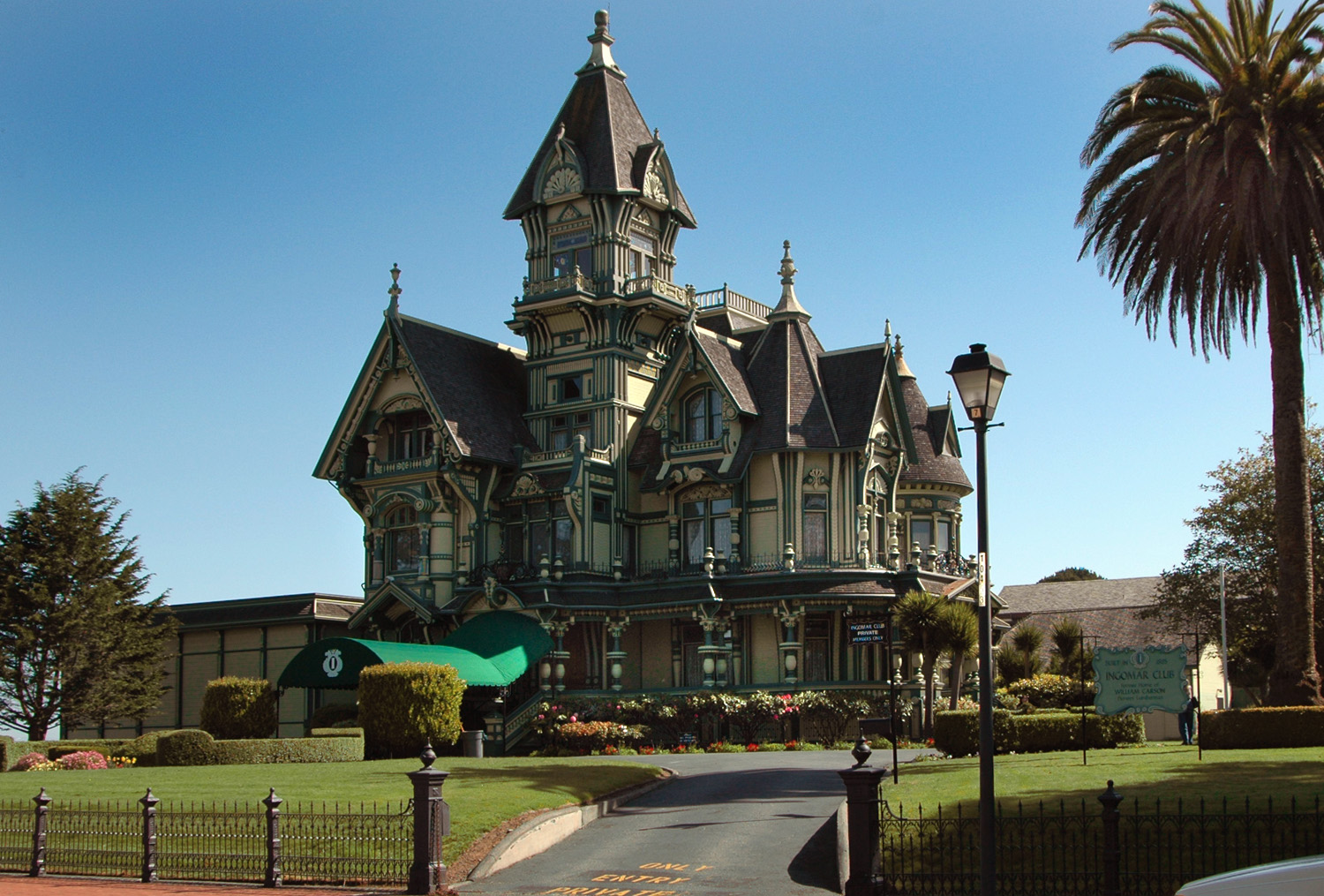
La Carson Mansion ad Eureka, California è considerata uno dei migliori esempi di architettura di stile Queen Anne in America.

Lo stile Queen Anne in America entrò in voga negli anni '80 dell'Ottocento, rimpiazzando lo Stile Secondo Impero. La popolarità di questo nuovo stile rimase in uso sino all'inizio del Novecento ma alcuni elementi persistettero anche più a lungo, sino almeno agli anni '20 del XX secolo.
Lo stile Regina Anna puro era stato formulato in Gran Bretagna da Norman Shaw e altri architetti giunti poi a New York con l'inserimento di passaggi arcati, cortili retrostanti, pannelli in terracotta come decorazioni e finestre disposte in maniera pittoresca. Finestre triple di stile palladiano e bifore davano ai vari progetti un aspetto irregolare ed asimmetrico. Gli Astral Apartments, costruiti a Brooklyn nel 1885–1886 per ospitare i lavoranti del porto, sono ispirati a questo stile.

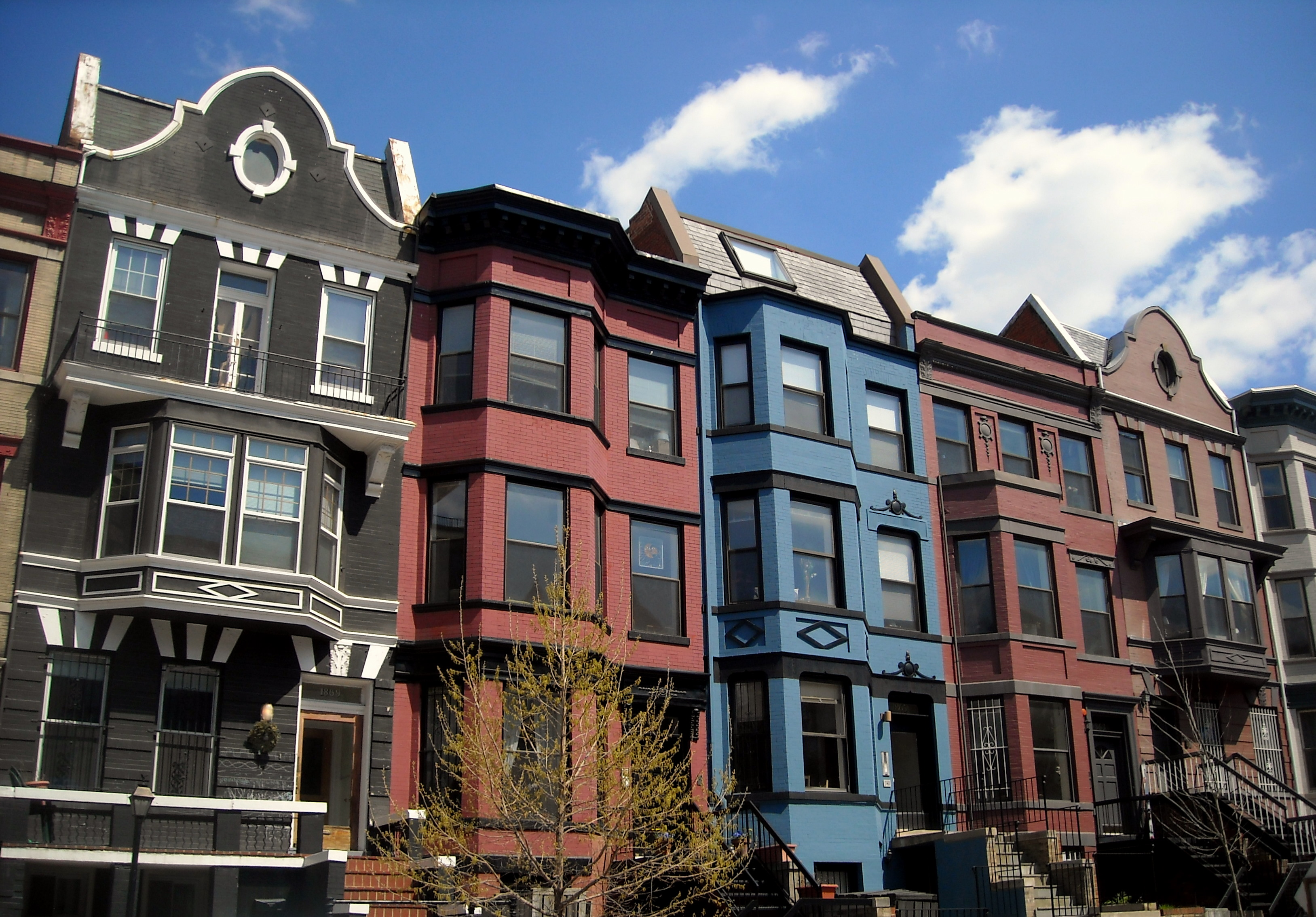
Case in stile Queen Anne ad Adams Morgan, Washington, D.C.

La stazione per la ferrovia di Baltimora e dell'Ohio, progettata da E. Francis Baldwin (1837–1916), è un esempio di questo stile.
La più famosa residenza americana in questo stile è la William Carson Mansion di Eureka, California. Newsom and Newsom, costruttori del XIX secolo in California, disegnarono e costruirono questo stabile di 18 stanze tra il 1884 ed il 1886.
I tratti distintivi del Queen Anne Style americano che lo differenziano da quello originale inglese sono:
- la facciata asimmetrica
- spioventi in facciata
- torri poligonali, rotonde o squadrate
- timpani
- elementi decorativi in terracotta
- balconate, balaustre e portici
- camini monumentali
- colonne classiche.[3]

### I cottage americani di stile Queen Anne

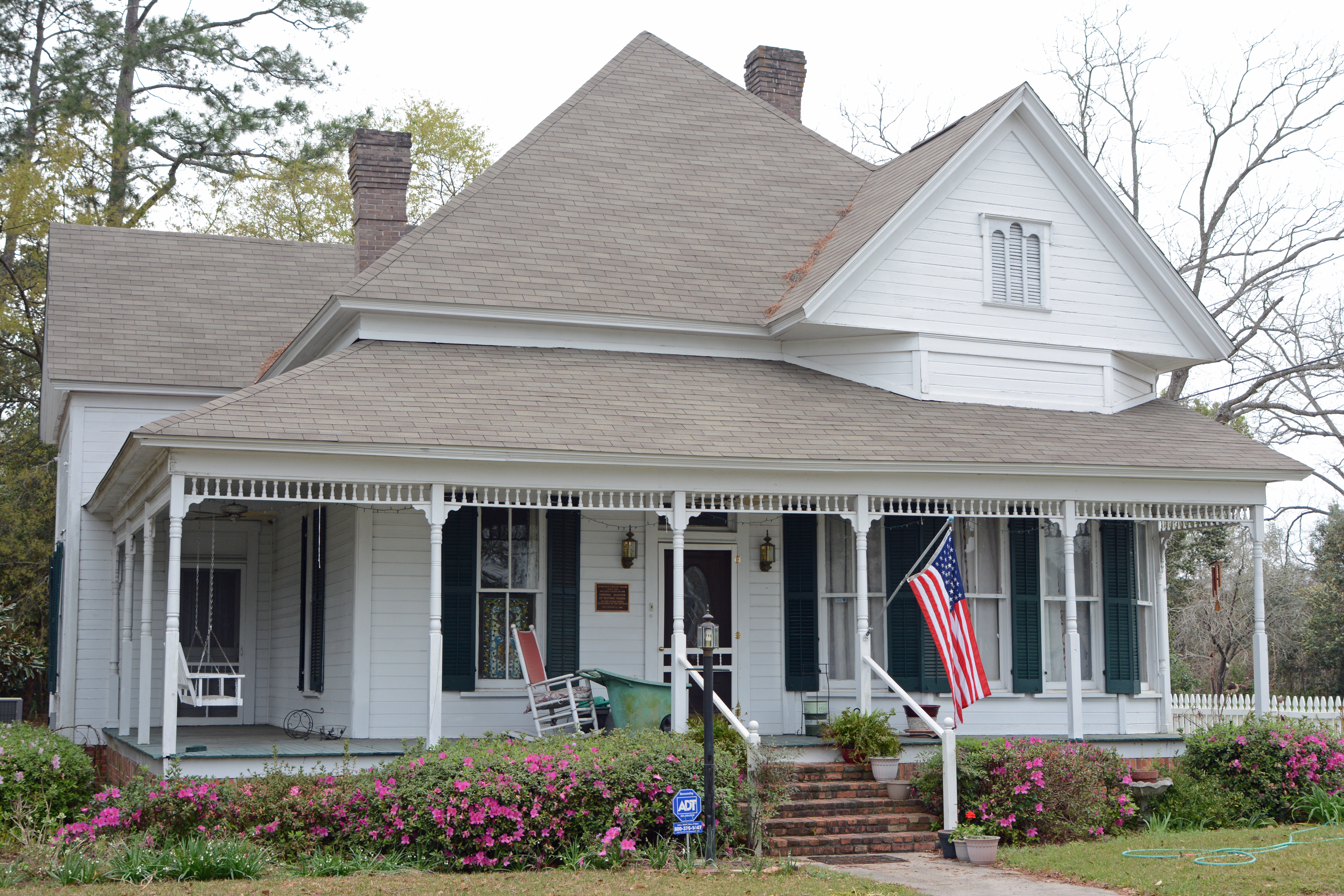
William G. Harrison House, un cottage americano di stile Queen Anne

Negli Stati Uniti si diffusero anche dei cottage in stile Queen Anne, più piccoli e semplici delle abitazioni propriamente dette in questo stile. La William G. Harrison House, costruita nel 1904 nel villaggio rurale di Nashville in Georgia, è un esempio di questo stile. Solitamente tali strutture erano contraddistinte da:
- piante a un unico piano
- portici e porticati in legno
- tetti piramidali o a spioventi
- stanze asimmetriche
- camini interni[4][5]